# Maarten Jansen
Maarten Evert Reinoud Gerard Nicolaas Jansen (Zeist, 4 oktober 1952) is een Nederlands hoogleraar in Meso-Amerikaanse archeologie.
Jansen geniet internationale bekendheid op het gebied van precolumbiaanse Meso-Amerikaanse studies. Zijn expertise ligt met name op het gebied van de cultuur, historie en manuscripten van de Mixteekse beschaving in Oaxaca.